# Antizafra plexa
Antizafra plexa is een slakkensoort uit de familie van de Columbellidae. De wetenschappelijke naam van de soort is voor het eerst geldig gepubliceerd in 1902 door Hedley.